# Katastrální operát
V tzv. katastrálních operátech je uspořádán obsah katastru podle katastrálních území.

## Obsah katastrálního operátu
Katastrální operát obsahuje:

### Soubor geodetických informací (SGI)
Obsahuje katastrální mapu a její číselné vyjádření.

### Soubor popisných informací (SPI)
Obsahuje údaje vedené v informačním systému katastru nemovitostí, jedná se o:
- údaje o katastrálním území,
- údaje o parcele a údaje o parcele zjednodušené evidence,
- údaje o budově, vodním díle a jednotce,
- údaje o vlastníku a oprávněném z jiného věcného práva,
- údaje o právech a údaje s právy související,
- další údaje katastru.[2]

### Souhrnné přehledy o půdním fondu z údajů katastru
Vyhotovují se, pokud se katastrální úřad nedohodne s ostatními ústředními správními úřady jinak.

### Dokumentace výsledků šetření a měření pro vedení a obnovu souboru geodetických informací, včetně seznamu místního a pomístního názvosloví
Obsahuje výsledky zeměměřičských činností:
- při správě podrobného polohového bodového pole,
- při zjišťování hranic a podrobném měření využívaném pro katastr,
- při projednání místních a pomístních názvů, uspořádané podle katastrálních území.[4]

### Dokumentace činností prováděných při vedení souboru popisných informací
Dokumentace činností obsahuje:
- sbírku listin,
- spisy z řízení o návrhu na povolení vkladu práv a spisy jiných založených řízení a jejich seznamy,
- protokoly o vkladech, protokoly o záznamech, protokoly o výsledku revize katastru, výkazy změn a záznamy pro další řízení,
- listy vlastnictví, doklady vztahující se ke komplexnímu zakládání právních vztahů k nemovitostem v evidenci nemovitostí a další související dokumenty.[5]

## Obnova katastrálního operátu
Obnova katastrálního operátu znamená vytvoření nových souborů geodetických a popisných informací v elektronické podobě. Tyto změny jsou prováděny třemi způsoby:
- novým mapováním,
- přepracováním souboru geodetických informací,
- na podkladě výsledků pozemkových úprav.[6]

Při obnově novým mapováním se zjišťování průběhu hranic určuje podle skutečného stavu terénu a při zjišťování lze ověřovat další údaje z obsahu katastru. Při obnově přepracováním souboru geodetických informací dochází k převodu dosavadní katastrální mapy do elektronické podoby. Při obnově na podkladě výsledků pozemkových úprav jsou využívány výsledky komplexních pozemkových úprav.
Obnovu katastrálního operátu zahajuje katastrální úřad a obvykle se katastrální operát se obnovuje v rozsahu katastrálního území. Při obnově dochází k doplnění parcel pozemků, dosud evidovaných zjednodušeným způsobem, do katastrální mapy.

### Oznámení o obnově
Skutečnost, že došlo k zahájení obnovy katastrálního operátu, má povinnost oznamovat jak katastrální úřad, tak obec, kde obnova probíhá. Katastrální úřad vyloží v obci, kde došlo k obnově, obnovený katastrální operát po dobu nejméně 10 dnů k veřejnému nahlédnutí a obec má povinnost toto vyložení oznámit nejméně 30 dnů před jeho uskutečněním. O případných námitkách vlastníků a jiných oprávněných rozhoduje katastrální úřad a to do 15 dnů od vyložení nového katastrálního operátu.

### Důsledky obnovy

#### Změna výměry parcel
Na základě nového zjišťování hranic pozemků v terénu a určování souřadnic lomových bodů hranic parcel může v některých případech při obnově novým mapováním dojít ke změně výměry parcel. Zjišťování hranic pozemků provádí komise tvořená zaměstnanci katastrálního úřadu a zástupci obce a orgánů určených katastrálním úřadem a zjišťování probíhá za účasti vlastníků a jiných oprávněných. Obdobně může ke změně výměry parcel docházet při obnově na podkladě výsledků pozemkových úprav.

#### Změna poplatníka daně z pozemku
Poplatníkem daně z pozemku je vlastník. V případě pronajatých pozemků, evidovaných v katastru nemovitostí zjednodušeným způsobem, je poplatníkem daně nájemce.Po dokončení obnovy nebudou již parcely pozemků evidovány zjednodušeným způsobem, poplatníkem se tak stává vlastník.